# Queen’s Hall

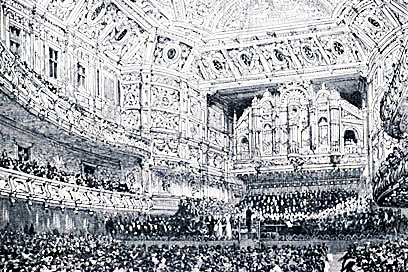
Queen’s Hall, Zeichnung von 1893

Die Queen’s Hall war ein 1893 eröffneter Konzertsaal in der Innenstadt von London. Er war insbesondere bekannt als Gründungsort der Konzertreihe Proms, die dort 1895 von Robert Newman ins Leben gerufen wurde.
Der Konzertsaal lag am Langham Place und besaß insgesamt 17 Ein- und Ausgänge nach drei Straßen hin (die beiden anderen Straßen waren Riding House Street und Great Portland Street). Er verfügte über bis zu 3.000 Sitzplätze auf einer Grundfläche von rund 2.000 m². Das Gebäude wurde von Thomas Edward Knightley (1824–1905) entworfen, der sich auf einen Grundriss von Charles John Phipps gestützt hatte, und galt als Aufführungsstätte mit „perfekter Akustik“. Spätere Anpassungen bis 1919 reduzierten die Kapazität auf 2.400 Plätze.
Die Queen’s Hall musste 1941 geschlossen werden, da das Auditorium infolge des Treffers einer einzelnen Brandbombe ausbrannte (während eines massiven Luftangriffs, in dessen Verlauf auch die Kammer des House of Commons und viele andere Gebäude zerstört wurden).
Von 1954 bis 1955 wurde ein Machbarkeitsgutachten unter Vorsitz von Lord Robbins erstellt, das sich mit dem Wiederaufbau als „New Queen’s Hall“ befasste. Dieses kam zu folgendem Schluss: Unter musikalischen Aspekten ist es wünschenswert, die zerstörte Queen’s Hall durch einen neuen großen Saal mit guter akustischer Qualität zu ersetzen. Allerdings bestehen Zweifel, dass eine genügend hohe Nachfrage für den Betrieb besteht, ohne Zuhörer von subventionierten Konzertsälen, die bereits vorhanden sind, abzuziehen („On musical grounds it is desirable to replace the destroyed Queen’s Hall by another large hall of good acoustic qualities, but it is doubtful if there is a potential demand which would enable it to run without subtracting from the audiences of subsidised halls already in existence.“)
Am früheren Standort der Queen’s Hall befindet sich heute das St George’s Hotel. Das Grundstück ist im Besitz der Crown Estate.